# カルラ舞う!
『カルラ舞う!』（カルラまう）は、永久保貴一による日本の漫画作品、およびそのシリーズ名である。アニメ化も行われた。内容は、「迦楼羅神教（かるらしんきょう）」の教主で邪悪な霊を退治する能力を持つ双子の女子高生姉妹、扇舞子と翔子が怪事件に挑む、サイキック伝奇アクションである。
『ハロウィン』（朝日ソノラマ）1986年10月号（9月10日発売）より、第1作の「変幻退魔夜行カルラ舞う!」の連載が開始される。 掲載誌はその後、1998年から『サスペリア』（秋田書店）に、2006年には『ミステリーボニータ』（同社刊）に、2020年8月には電子雑誌の『ホラーシルキー』（白泉社、偶数月発刊の隔月刊雑誌）へと移り、2022年現在も連載が継続している。

## あらすじ
扇家の双子の姉妹・扇翔子と扇舞子は、迦楼羅神教38代目教主である。扇家は代々邪法によって起こる闇の怪事件を人知れず鎮めていく一族で、優れた霊能力を持つ者が一代おきに生まれてきていたが、翔子と舞子は双子のため一人一人では半人前の行者以下の能力しかなく、2人で行動することが必要だった。
迦楼羅信教の奥義・変幻で2人の魂の入れ替え（念術を使う舞子の体に感応力の強い翔子の魂が入る）により、扇家2人分の力を発揮し、闇の怪事件を解決に導いていく。

## 作品リスト
奈良怨霊絵巻 編（秋田文庫 変幻退魔夜行カルラ舞う! 1巻、【完全版】1 - 3巻収録、ボイスドラマ化、小説化、アニメ映画化）
扇翔子・舞子姉妹のもとへ内閣調査室より依頼が入る。
奈良県で実施される選挙の立候補者の死亡が相次ぐ。内閣調査室の依頼で調査に来た扇翔子・舞子姉妹は、蘇我入鹿の首を使った外法が使われた可能性に気づくが、入鹿の首はすでに盗まれた後だった。犯人は飛騨の宿儺（すくな）一族の二面僧都であり、その目的は朱雀門の呪法を復活させ、自分の一族と奈良に千年栄華の秘術をかけることだった。
仙台小芥子怨歌 編（秋田文庫 変幻退魔夜行カルラ舞う! 2巻、【完全版】4 - 5巻収録、OVA化）
扇姉妹は仙台へ修学旅行に出掛ける。その先で、姉妹の同級生の世津子が呪いによって死亡する。舞子とともに現場にあったこけしを調べていた翔子は、夢の中で巨椋魅冬という女と出会い、世津子を呪殺したこけしの封印を解けと迫られる。魅冬の呪詛をかわした翔子は魅冬を探し舞子と共に鬼首に向かう。
一方、塩釜神社には沈没船から見つかった人魚が持ち込まれる。そこへ魅冬の養子・巨椋冬樹が現れ、宮司の依頼で処置に来た剣持から人魚を奪う。
飛騨怨霊絵巻 編（秋田文庫 変幻退魔夜行カルラ舞う! 3 - 5巻、【完全版】6 - 11巻収録）
奈良・法隆寺に雷が落ちて夢殿が焼失し、国宝・救世観音が盗まれる。内閣特殊課は事件の背後に宿儺一族がいると判断し、扇姉妹を一族の本拠地・飛騨へ派遣する。
一方、姉妹が奈良で知り合った池田近江は宿儺一族にさらわれた母の真奈美を救出すべく、飛騨に来ていた。彼は現地の学校に体験入学しに来た姉妹と再会する。
姉妹が学校の礼拝堂の地下で救世観音を見つけた矢先、宿儺一族の生徒会長・柊恭一が現れる。彼らの狙いは救世観音を使って古の呪術・御嶽の法を成就させる事だった。
瀬戸内怨霊経 編（秋田文庫 変幻退魔夜行カルラ舞う! 6 - 7巻、【完全版】13 - 16巻収録）
内閣特殊課の依頼により、姉妹は香川県の多度津に転校する。
この学校は2年前に自殺した田村百合子とその祖父の呪いを受けていた。百合子の祖父は、孫の仇をとるため、崇徳上皇の五部の大乗経を盗み、学校を地獄へ変えていた。百合子の祖父の怨霊と対峙した翔子と舞子の前に、雷玉という一対の勾玉を使って怨霊と戦う同級生・鳴海櫂が現れる。姉妹は彼と協同して怨霊を浄化し、ようやく大乗経を取り戻す。ところが、今度は鳴海が大乗経を奪い去る。
伏見狐勧請戸籍譚 編（秋田文庫 変幻退魔夜行カルラ舞う! 8巻、【完全版】18巻収録）
翔子と舞子の後輩・森居美佐子の家の庭には、曇野白狐が住む社がある。ところが、その白狐は、何者かによって、京都の伏見稲荷から盗まれた御狐勧請戸籍で悪い白狐とすり替えられていた。白狐の加護を失った美佐子で怪事件が相次ぎ、ついに美佐子は取り憑かれる。
諏訪怨霊祭 編（新装版 新・カルラ舞う! 1 - 2巻、【完全版】19 - 20巻収録）
諏訪湖から湧き立った蛇のような雲が、横須賀のアメリカ海軍の駆逐艦を沈める事件が起きる。それは諏訪神社の祭祀を行ってきた漏谷家当主の誘拐事件と関係していた。一方、双子の通う学校には、諏訪から藤枝匠とう人物が転校する。姉妹の祖母・千景は匠を保護し、翔子と舞子を諏訪へ向かわせる。そこへ、復古神道巳差口神の者を名乗る湛が現れ、匠をさらう。一連の事件は新興宗教集団・復古神道巳差口神によるもので、彼らは匠の力を用いて過去に戻り、太平洋戦争末期の日本に神風を吹かせようとしていた。
闇の幻術控 シリーズ
- 伊勢の禍神（新装版 新・カルラ舞う! 2巻、【完全版】21巻収録）
- 甲斐の石神（新装版 新・カルラ舞う! 2巻、【完全版】21巻収録）
- 安倍晴明の末裔（新装版 新・カルラ舞う! 2巻、【完全版】21巻収録）
- 黒い谷（秋田文庫 変幻退魔夜行カルラ舞う! 8巻収録、【完全版】18巻収録）
- 神々への祈り（変幻退魔夜行 カルラ舞う! 少年陰陽師 1巻収録）
- 母妖怪（新装版 新・カルラ舞う! 4巻、【完全版】24巻収録）

奈良の太陽神 編（新装版 新・カルラ舞う! 3 - 4巻、【完全版】22 - 24巻収録）
奈良でヤクザや悪徳政治家の事故死が相次ぐ。玄妙教の瑠璃丸からの依頼で現地に赴いた姉妹は、幻視を操る2人組に襲われる。一方、剣持は奈良の三輪山の宮司から「何者かに脅迫されている」という相談を受け、現地へ赴く。そこへ、警備の警官が操られ神官を襲い三輪山を炎上させられる事件に遭う。これらの事件の背後にいたのは玄妙教の三輪支部長・天道教師だった。
伊豆の事代主 編（新装版 新・カルラ舞う! 5巻、【完全版】25巻収録）
テレビヤマトが伊豆諸島・三宅島を取材中に事故に巻き込まれる。千景は呪詛を疑い、姉妹をTV局へ送り込む。また、千景は過去の三宅島の報道から、役小角の末裔である賀茂家の長男・宣之の死が事件の背後にあるとにらむ。犯人は、宣之の弟・紀之であり、加害者に沿った報道に対する恨みから、噴火の力を使って一族の晴らそうとしたことが動機だった。
脚折竜神祭り 編（新装版 新・カルラ舞う! 5巻、【完全版】25巻収録）
埼玉の脚折・白髭神社の神官が運んでいた竜水を盗んだ陽一。そこには雨乞い祭で使う子龍が入っていた。竜水を取り返す依頼を受けた池田近江は舞子と雨乞い祭に出かけ、子龍を連れた陽一に出くわす。子龍の力でいじめに遭わなくなっていた陽一は子龍を返すことを拒むが、その時、カルト教団の教祖が白蛇を連れて現れる。
特別章 教主前夜譚歌（秋田文庫 変幻退魔夜行カルラ舞う! 8巻、【完全版】17巻収録）
扇姉妹の中学校時代の物語。中学校時代の舞子はうまく霊能力を使いこなせずにいた。そんなある日、野外観察に出た先で翔子と舞子の先生が悪い気に襲われ、助けに来た翔子と舞子も巻き込んで崖から落ちてしまう。
吉備のスサノヲ 編（新装版 新・カルラ舞う! 5 - 8巻、【完全版】26 - 30巻収録）
6人組の子どもたちが、全国各地で霊能者を襲い、崇徳上皇の霊玉や「迦楼羅天地ノ書」をはじめとする呪法具を手中に収めていた。書を取り返しに岡山へ行った姉妹は、子どもたちを操っていた「おとうさま」こと衣君建設の専務・下道と対決する。衣君建設の会長は中国四国地方を壊滅させることであり、下道はその儀式の準備として彼らを動かしていた。辰王や剣持の協力もあり彼の計画は一応は失敗に終わる。
出雲の暗黒神 編（新装版 新・カルラ舞う！10 - 11巻、【完全版】33 - 34巻収録）
出雲の荒神谷で発掘された青銅器が盗まれ、大量殺人に悪用される。内調特殊課の依頼で、姉妹は現場の八雲高校へ転入する。クナトの神を祀る神社を祭祀するオオナムチの子孫である刀美聖至郎も同じ学校に転向し、2人と協力して対応にあたる。今回の事件は高速道路を作るときに潰された友田遺跡に眠っていた古代のオオクニヌシの実力者の霊が青銅器に取り憑いたことがきっかけだった。
紀伊の双神 編（真・カルラ舞う! 1 - 4巻収録、【完全版】37 - 40巻収録）
和歌山県で起きたバラバラ殺人事件の調査のため、姉妹は秋月学園に転校する。そこで、2人は、占い師の家系出身の御子上名草と出会う。バラバラ殺人事件の被害者の遺族・黒江弥紅は、名草の作った祠を壊そうとして本人ともめる。
巴峡物怪録 編（真・カルラ舞う! 4 - 8巻収録、【完全版】40 - 44巻収録）
広島県三次市では、お化けの出没が相次ぎ、姉妹は北備高校に転校し、近江と合流する。騒ぎの黒幕は不動産屋・神山不動であり、姫ヶ谷教会の所有する土地の買い上げで、姫ヶ谷教会が旧チハヤヒメ神社の土地を買い取った事がお化け騒ぎを起こしたという事にしたいと考えていた。姉妹の登場で計画が台無しになると考えた神山は翔子を襲うが、姫ヶ谷教会の白妙の妨害に遭う。
熊野の破壊神 編（変幻退魔夜行 超・カルラ舞う! 1 - 5巻収録）
和歌山県の熊野を拠点とする修験道の一族・後鬼仙は、人間による環境破壊、自然災害、それに伴う危機から日本人を守るため、「魂を磨く努力をしていない人間たち」を大量虐殺する「人類大浄化計画」を始める。彼らの計画により人気バンド・ガイアのライブDVDを見た若者が次々に死んでいく。その計画を阻止すべく翔子と舞子は熊野に向かう。
聖徳太子の呪術 編（変幻退魔夜行 カルラ舞う! 聖徳太子の呪術 1 - 3巻収録）
奈良に住むノンフィクションライター・愛田は、汚職政治家とマスコミの癒着を調査していた。阿修羅神道を名乗る高校生3人組は、愛田から証拠を奪うべく、物部守屋の化身とされるキツツキの呪いをかける。剣持が愛田の呪いを返すと愛田の娘・真穂の親友が死んでしまった。剣持の登場に煮やした3人は更に奥の手を使う。
少年陰陽師 編（変幻退魔夜行 カルラ舞う! 少年陰陽師 1 - 3巻収録）
「闇の幻術控 安倍晴明の末裔」の続編。
両親を殺された剣持は、扇家に引き取られた。扇千景の仕事を手伝う事で自分の居場所を見出そうとしていた。そんな時、玄妙教で信者の連続怪死事件が起こる。
舞子と近江～石切剣矢の牲～ 編（変幻退魔夜行 カルラ舞う! 少年陰陽師 1巻収録）
舞子と近江は、大阪・石切劔箭神社の神官の娘・木純十美夜から「毎晩のように、見えない男性にのしかかられてキスをされるという。」相談を受ける。十美夜の父は神社の神様であるニギハヤヒノミコトがキスをしているという。
葛城の古代神 編（変幻退魔夜行 カルラ舞う! 葛城の古代神 1 - 3巻収録）
阿修羅神道との戦いから回復した翔子は、舞子や剣持らと奈良・葛城の地を旅していた。一方、阿修羅神道の一員・鵺は先の戦いで剣持からかけられた呪いを解くべく、葛城に行くが、一言主神社で土蜘蛛衆に襲われていたところを舞子と近江に助けられる。
湖国幻影城 編（変幻退魔夜行 カルラ舞う! 湖国幻影城 1 - 4巻収録）
宿儺を殺した神 編（変幻退魔夜行 カルラ舞う! 宿儺を殺した神 収録）
奈良怨霊絵巻編より十数年前のこと、辰王と近江の池田兄弟の幼少期のエピソードを描く。母・真奈美は幼い息子の洋江（辰王）を連れて飛騨から奈良に移住する。宿儺一族の計画を阻止するため真奈美はある策略をする。
贄の咆哮 編（隔月刊『ホラーシルキー』web配信）
『ホラーシルキー』No.17 2022年6月より連載開始。双子姉妹：扇舞子・翔子の通う高校に、人気の配信者女子高生の沙緒がおり、翔子は彼女に憑いている何か悪いモノに気づき、舞子が祓うことになる。
番外章 辰王鬼礫行 編（秋田文庫 変幻退魔夜行 カルラ舞う! 5巻、【完全版】17巻収録、真・カルラ舞う! 8巻、【完全版】44巻収録）
辰王が主人公の番外編。
少女・荒井幸恵は、北海道の駅で、政治家が花園実業から金をもらった証拠の入ったカバンを盗む。花園実業の犬守は、源義経の霊の力を使ってカバンを取り返そうとする。襲われた幸恵を救ったのは辰王だった。
番外章 冬樹烈風録（秋田文庫 変幻退魔夜行 カルラ舞う! 7巻、【完全版】12巻収録）
- 悪路王の首
- 妖刀大通連
- 遠野夢幻行

番外編 義経の首塚（新装版 新・カルラ舞う! 11巻収録、【完全版】32巻収録）
番外編 秩父の龍勢（新装版 新・カルラ舞う! 11巻収録、【完全版】32巻収録）
カルラ外伝
- 安倍晴明 編（新装版 新・カルラ舞う! 9巻、【完全版】31 - 32巻収録）
- 安倍晴明 青春編（新装版 新・カルラ舞う! 11 - 12巻、【完全版】35 - 36巻収録）
- 外伝 安倍晴明編（変幻退魔夜行 カルラ舞う! 【外伝 安倍晴明編】1 - 3巻収録）

## 登場人物
「声」はアニメ版の声優。
扇 翔子（おうぎ しょうこ）
声 - 鶴ひろみ
本作の主人公の一人。知的で冷静な双子の姉。
感応術に優れ、霊の見えない妹の目の役割をはたす。
扇 舞子（おうぎ まいこ）
声 - 山本百合子
明るく活発な双子の妹。
霊を視ることはできないものの、合気道の達人で念術を得意とする。
扇 千景（おうぎ ちかげ）
声 - 京田尚子
翔子と舞子の祖母。迦楼羅神教37代目教主。
翔子と舞子をいつも見守り、2人の危機には自らも行動を起こす。
剣持 司（けんもち つかさ）
声 - 塩沢兼人
安倍晴明の末裔で、呪術を悪用する者を呪殺する「闇の死繰人（やみのしぐると）」として知られている陰陽師。
強力な武器、天羽々切（あめのははきり）を持つ。表の顔は鍼灸師。
池田 近江（いけだ おうみ）
声 - 難波圭一
剣持の弟子。拳法と気を練るのが得意な少年。
辰王の異父弟で、辰王の父・両面僧正を手に掛けてしまった事を悔いている。舞子に好意を寄せている。
錦織 彰（にしきおり あきら）
声 - 屋良有作
内閣調査室特殊課のメンバーで、公にできない特殊な事件の捜査が任務。彼らからの依頼が扇家や剣持に持ち込まれる。
辰王（しんのう）
声 - 広中雅志
本名・池田 洋江（いけだ ひろみ）。呪術を生業とする飛騨の宿儺一族の元当主予定者。
近江の異父兄で、「奈良陰陽絵巻」編では実の母の池田 真奈美（声 - 阿部道子）を殺そうとしていた。扇姉妹の行く先々によく現れ、時には扇姉妹の味方になる。剣持とはよきライバル関係にある。
白妙（しろたえ）
本名「杉尾 白（すぎお はく）」。翔子の恋人。
異空間に出入りする能力を持ち聡明な性格の白妙と、気を圧縮して凄まじい気砲を使い粗暴な気性の白夜（びゃくや）の二重人格者だったが、「巴峡物怪録」編で一つの人格になった。アメリカで最先端医療により病気が治るが、生来の人格「白」が表出し、白妙は副人格であることが判明する。
大祝として荒ぶる神「多々美彦」を祀り、京都が水没しないよう生け贄を捧げて鎮めていた父・息長真人と異母姉・赤と黒、異母兄・青と黄がおり、人を殺す理由を知るには幼い頃に「白」が閉じ籠もったため、それ以降を自身を主人格だと思い込んで白妙は生きてきたことが明らかになる。

## 書誌情報
- 永久保貴一『変幻退魔夜行 カルラ舞う!』（朝日ソノラマ）全18巻、B6判新装版全8巻

朝日ソノラマ〈ハロウィン・コミック〉版
1. 奈良怨霊絵巻 1988年2月1日、ISBN 978-4-257-91918-6
2. 奈良怨霊絵巻 1988年2月1日、ISBN 978-4-257-91919-3
3. 奈良怨霊絵巻 1988年3月1日、ISBN 978-4-257-91920-9

下記の〈ハロウィン少女コミック館〉版の第1巻 第2巻 第3巻と同じ。
朝日ソノラマ〈ハロウィン少女コミック館〉版、全18巻
1. 奈良怨霊絵巻 1988年12月20日、ISBN 978-4-257-98067-4
2. 奈良怨霊絵巻 1988年12月20日、ISBN 978-4-257-98068-1
3. 奈良怨霊絵巻 1988年12月20日、ISBN 978-4-257-98069-8
4. 仙台小芥子怨歌 1989年7月1日、ISBN 978-4-257-98102-2
5. 仙台小芥子怨歌 1989年8月1日、ISBN 978-4-257-98104-6
6. 飛騨怨霊絵巻 1991年04月20日、ISBN 978-4-257-98159-6
7. 飛騨怨霊絵巻 1991年04月20日、ISBN 978-4-257-98160-2
8. 飛騨怨霊絵巻 1991年06月20日、ISBN 978-4-257-98167-1
9. 飛騨怨霊絵巻 1991年08月20日、ISBN 978-4-257-98176-3
10. 飛騨怨霊絵巻 1991年09月01日、ISBN 978-4-257-98184-8
11. 飛騨怨霊絵巻 1991年12月20日、ISBN 978-4-257-98191-6
12. 冬樹烈風録　 1992年06月20日、ISBN 978-4-257-98218-0
13. 瀬戸内怨霊経 1992年11月01日、ISBN 978-4-257-98241-8
14. 瀬戸内怨霊経 1993年02月01日、ISBN 978-4-257-98251-7
15. 瀬戸内怨霊経 1993年05月01日、ISBN 978-4-257-98504-4
16. 瀬戸内怨霊経 1993年10月01日、ISBN 978-4-257-98516-7
17. 辰王鬼礫行　 1994年09月01日、ISBN 978-4-257-98546-4
18. 伏見狐勧請戸籍譚 1995年03月01日、ISBN 978-4-257-98559-4

朝日ソノラマ B6判 新装版、全8巻
上記〈ハロウィン少女コミック館〉版の新装版で、構成を変えた同じ内容。
巻之一 奈良怨霊絵巻     1997年04月10日、ISBN 978-4-257-90293-5
巻之二 仙台小芥子怨歌   1997年04月20日、ISBN 978-4-257-90294-2
巻之三 飛騨怨霊絵巻 上  1997年05月20日、ISBN 978-4-257-90297-3
巻之四 飛騨怨霊絵巻 中  1997年05月20日、ISBN 978-4-257-90298-0
巻之五 飛騨怨霊絵巻 下  1997年06月20日、ISBN 978-4-257-90300-0
巻之六 瀬戸内怨霊経 上  1997年06月20日、ISBN 978-4-257-90301-7
巻之七 瀬戸内怨霊経 下  1997年07月20日、ISBN 978-4-257-90305-5
巻之八 伏見狐勧請戸籍譚 1997年07月20日、ISBN 978-4-257-90306-2
- 永久保貴一『変幻退魔夜行 カルラ舞う!』秋田書店〈秋田文庫〉版、全8巻

朝日ソノラマ B6判 新装版と同様の内容と編成。
1. 2005年01月12日発売、ISBN 978-4-253-17951-5
2. 2005年04月08日発売、ISBN 978-4-253-17952-2
3. 2005年07月08日発売、ISBN 978-4-253-17953-9
4. 2005年10月07日発売、ISBN 978-4-253-17954-6
5. 2006年01月10日発売、ISBN 978-4-253-17955-3
6. 2006年04月07日発売、ISBN 978-4-253-17956-0
7. 2006年07月07日発売、ISBN 978-4-253-17957-7
8. 2006年10月06日発売、ISBN 978-4-253-17958-4

電子書籍版は当初 秋田文庫版を各巻上下分冊された全16巻が出たが → 2020年6月より朝日ソノラマ〈ハロウィン少女コミック館〉版に準じた構成のナンバーナイン版が『変幻退魔夜行 カルラ舞う!【完全版】』1～18巻（全18巻）として刊行された。
- 永久保貴一『変幻退魔夜行 カルラ舞う!【完全版】』ナンバーナイン、1～18巻（全18巻）

1. 奈良怨霊絵巻編 2020年6月26日 - 序章の一、序章の二、奈良怨霊絵巻編
2. 奈良怨霊絵巻編 2020年6月26日 - 奈良怨霊絵巻編、呪術解説
3. 奈良怨霊絵巻編 2020年6月26日 - 奈良怨霊絵巻編、呪術解説、怪談 古屋の守
4. 仙台小芥子怨歌編 2020年6月26日 - 仙台小芥子怨歌編
5. 仙台小芥子怨歌編 2020年6月26日 - 仙台小芥子怨歌編、呪術解説
6. 飛騨怨霊絵巻編 2020年7月03日 - 飛騨怨霊絵巻編
7. 飛騨怨霊絵巻編 2020年7月03日 - 飛騨怨霊絵巻編
8. 飛騨怨霊絵巻編 2020年7月03日 - 飛騨怨霊絵巻編
9. 飛騨怨霊絵巻編 2020年7月03日 - 飛騨怨霊絵巻編
10. 飛騨怨霊絵巻編 2020年7月03日 - 飛騨怨霊絵巻編
11. 飛騨怨霊絵巻編 2020年7月03日 - 飛騨怨霊絵巻編
12. 冬樹烈風録編 2020年7月10日 - 冬樹烈風録編 悪路王の首、妖刀大通連、遠野夢幻行、闇の幻術控
13. 瀬戸内怨霊経編 2020年7月10日 - 瀬戸内怨霊経編
14. 瀬戸内怨霊経編 2020年7月10日 - 瀬戸内怨霊経編
15. 瀬戸内怨霊経編 2020年7月10日 - 瀬戸内怨霊経編
16. 瀬戸内怨霊経編 2020年7月10日 - 瀬戸内怨霊経編
17. 辰王鬼礫行編 2020年7月10日 - 辰王鬼礫行編、教主前夜譚歌
18. 伏見狐勧請戸籍譚編 2020年7月10日 - 伏見狐勧請戸籍譚、迦楼羅外伝 闇の幻術控〜黒い谷〜

- 永久保貴一『変幻退魔夜行 新・カルラ舞う!』秋田書店〈ホラーコミックス・SPECIAL〉全18巻

巻の一　諏訪恐霊祭・上 1998年09月11日発売、ISBN 978-4-253-12693-9
巻の二　諏訪恐霊祭・下 1999年02月12日発売、ISBN 978-4-253-12694-6
巻の三　安倍晴明の末裔 1999年07月22日発売、ISBN 978-4-253-12695-3
巻の四　奈良の太陽神・上 2000年01月20日発売、ISBN 978-4-253-12696-0
巻の五　奈良の太陽神・中 2000年06月15日発売、ISBN 978-4-253-12701-1
巻の六　奈良の大陽神・下 2000年12月07日発売、ISBN 978-4-253-12702-8
巻の七　伊豆の事代主　　 2001年04月26日発売、ISBN 978-4-253-12703-5
巻の八　吉備の護法神・上 2001年09月27日発売、ISBN 978-4-253-12704-2
巻の九　吉備の護法神・中 2002年02月28日発売、ISBN 978-4-253-12705-9
巻の十　吉備の護法神・下 2002年07月04日発売、ISBN 978-4-253-12706-6
巻の十一　吉備死闘編／スサノオ・上 2002年12月26日発売、ISBN 978-4-253-12707-3
巻の十二　吉備死闘編／スサノオ・下 2003年06月26日発売、ISBN 978-4-253-12708-0
巻の十三　カルラ外伝／安倍晴明・上 2003年11月20日発売、ISBN 978-4-253-12709-7
巻の十四　カルラ外伝／安倍晴明・下 2004年03月18日発売、ISBN 978-4-253-12981-7
巻の十五　出雲の暗黒神・上 2004年07月15日発売、ISBN 978-4-253-12982-4
巻の十六　出雲の暗黒神・下 2004年12月22日発売、ISBN 978-4-253-12983-1
巻の十七　カルラ外伝／安倍晴明［青春編］上 2005年05月28日発売、ISBN 978-4-253-12984-8
巻の十八　カルラ外伝／安倍晴明［青春編］下 2005年09月28日発売、ISBN 978-4-253-12985-5
- 永久保貴一『変幻退魔夜行 新・カルラ舞う!』秋田書店〈ボニータコミックスα〉新装版 全12巻

上記〈ホラーコミックス・SPECIAL〉版と同じ内容の新装版で、構成を変えたもの。
1. 2013年04月16日発売、ISBN 978-4-253-26192-0
2. 2013年05月16日発売、ISBN 978-4-253-26193-7
3. 2013年06月14日発売、ISBN 978-4-253-26194-4
4. 2013年07月16日発売、ISBN 978-4-253-26195-1
5. 2013年08月16日発売、ISBN 978-4-253-26196-8
6. 2013年09月13日発売、ISBN 978-4-253-26197-5
7. 2013年10月16日発売、ISBN 978-4-253-26198-2
8. 2013年11月15日発売、ISBN 978-4-253-26199-9
9. 2013年12月16日発売、ISBN 978-4-253-26200-2
10. 2014年01月16日発売、ISBN 978-4-253-26201-9
11. 2014年02月14日発売、ISBN 978-4-253-26202-6
12. 2014年03月14日発売、ISBN 978-4-253-26203-3

電子書籍版は当初 秋田書店新装版全12巻であったが → 2020年7月より元版の構成に戻した（「新」の文字を取った）ナンバーナイン版『変幻退魔夜行 カルラ舞う!【完全版】』19～36巻（全18巻）が刊行された。
- 永久保貴一『変幻退魔夜行 カルラ舞う!【完全版】』ナンバーナイン版、全18巻、【完全版】19～36巻

19. 諏訪怨霊祭編 2020年7月31日 - 諏訪怨霊祭編 第1話-第5話
20. 諏訪怨霊祭編 2020年7月31日 - 諏訪怨霊祭編 第6話-第10話
21. 安倍晴明の末裔編 2020年7月31日 - 伊勢の禍神、甲斐の石神、安倍晴明の末裔編 前編 後編
22. 奈良の太陽神編 2020年7月31日 - 奈良の太陽神編 第1話-第5話
23. 奈良の太陽神編 2020年7月31日 - 奈良の太陽神編 第6話-第10話
24. 奈良の太陽神編 2020年7月31日 - 奈良の太陽神編 第11話-第13話、番外編 母妖怪、スペシャル編 本連載再開狂乱絵巻、マンガ紀行 咒呪の国勝手行
25. 伊豆の事代主編 2020年8月21日 - 伊豆の事代主 前編・中編・後編、脚折竜神祭り、マンガ紀行 咒呪の国勝手行
26. 吉備のスサノヲ編 2020年8月21日 - 吉備のスサノヲ編 5話
27. 吉備のスサノヲ編 2020年8月21日 - 吉備のスサノヲ編 5話
28. 吉備のスサノヲ編 2020年8月21日 - 吉備のスサノヲ編 4話、マンガ紀行 咒呪の国勝手行
29. 吉備のスサノヲ編 2020年8月21日 - 吉備のスサノヲ編 5話
30. 吉備のスサノヲ編 2020年8月21日 - 吉備のスサノヲ編 5話
31. 外伝･安倍晴明編 2021年2月19日 - 外伝･安倍晴明編 5話、番外編 5年後
32. 外伝･安倍晴明編 2021年2月19日 - 外伝･安倍晴明編 3話、番外編(1)義経の首塚、番外編(2)秩父の龍勢、番外編(3)5年後
33. 出雲の暗黒神編 2021年2月19日 - 出雲の暗黒神編 5話、番外編 5年後
34. 出雲の暗黒神編 2021年2月19日 - 出雲の暗黒神編 5話、番外編 5年後
35. 外伝･安倍晴明編 2021年2月19日 - 外伝･安倍晴明編 5話、番外編 5年後
36. 外伝･安倍晴明編 2021年2月19日 - 外伝･安倍晴明編 5話、番外編 5年後
- 永久保貴一『真・カルラ舞う!』（秋田書店）〈ボニータコミックス〉全8巻

1. 2006年11月16日発売、ISBN 978-4-253-09715-4
2. 2007年03月16日発売、ISBN 978-4-253-09716-1
3. 2007年08月16日発売、ISBN 978-4-253-09717-8
4. 2008年01月16日発売、ISBN 978-4-253-09718-5
5. 2008年05月16日発売、ISBN 978-4-253-09719-2
6. 2008年09月16日発売、ISBN 978-4-253-09720-8
7. 2009年02月16日発売、ISBN 978-4-253-26147-0
8. 2009年06月16日発売、ISBN 978-4-253-26148-7

電子書籍版は当初 秋田書店版全8巻であったが → 2022年2月に(「真・」を取った)ナンバーナイン版『変幻退魔夜行 カルラ舞う!【完全版】』37～44巻として刊行された。
37. 紀伊の双神編 2022年2月04日 - 扇家の双子、紀伊の双神編 第1話-第4話
38. 紀伊の双神編 2022年2月04日 - 紀伊の双神編 第5話-第8話
39. 紀伊の双神編 2022年2月04日 - 紀伊の双神編 第9話-第12話
40. 巴峡物怪録編 2022年2月04日 - 紀伊の双神編 最終話(第13話)、須佐の黄帝、巴峡物怪録編 第1話-第2話
41. 巴峡物怪録編 2022年2月04日 - 巴峡物怪録編 第3話-第6話
42. 巴峡物怪録編 2022年2月04日 - 巴峡物怪録編 第7話-第10話
43. 巴峡物怪録編 2022年2月04日 - 巴峡物怪録編 第11話-第14話
44. 巴峡物怪録編 2022年2月04日 - 巴峡物怪録編 最終話(第15話)、辰王鬼礫行編(スペシャル番外編)第1話-第3話
- 永久保貴一『変幻退魔夜行 超・カルラ舞う!』（秋田書店）〈ボニータコミックス〉全5巻 
  1. 2009年07月16日発売[56]、ISBN 978-4-253-26149-4
  2. 2010年01月15日発売[57]、ISBN 978-4-253-26150-0
  3. 2010年04月16日発売[58]、ISBN 978-4-253-26151-7
  4. 2010年08月16日発売[59]、ISBN 978-4-253-26152-4
  5. 2011年01月14日発売[60]、ISBN 978-4-253-26153-1
- 永久保貴一『変幻退魔夜行 カルラ舞う! 聖徳太子の呪術編（秋田書店）〈ボニータコミックス〉全3巻
  1. 2011年03月16日発売[61]、ISBN 978-4-253-26154-8
  2. 2011年09月16日発売[62]、ISBN 978-4-253-26155-5
  3. 2011年11月16日発売[63]、ISBN 978-4-253-26156-2
- 永久保貴一『変幻退魔夜行 カルラ舞う! 少年陰陽師』（秋田書店）〈ボニータコミックス〉全3巻
  1. 2012年05月16日発売[64]、ISBN 978-4-253-26157-9
  2. 2012年11月16日発売[65]、ISBN 978-4-253-26158-6
  3. 2013年06月14日発売[66]、ISBN 978-4-253-26159-3
- 永久保貴一『変幻退魔夜行カルラ舞う! 葛城の古代神』（秋田書店）〈ボニータコミックス〉全3巻
  1. 2014年1月16日発売[67]、ISBN 978-4-253-26231-6
  2. 2014年9月16日発売[68]、ISBN 978-4-253-26232-3
  3. 2015年5月15日発売[69]、ISBN 978-4-253-26233-0
- 永久保貴一『変幻退魔夜行 カルラ舞う! 外伝 安倍晴明編』（秋田書店）〈ボニータコミックス〉全3巻
  1. 2016年1月15日発売[70]、ISBN 978-4-253-26234-7
  2. 2016年7月15日発売[71]、ISBN 978-4-253-26235-4
  3. 2017年1月15日発売[72]、ISBN 978-4-253-26236-1
- 永久保貴一『変幻退魔夜行 カルラ舞う! 湖国幻影城』（秋田書店）〈ボニータコミックス〉全4巻
  1. 2017年7月14日発売[73]、ISBN 978-4-253-26237-8
  2. 2018年1月16日発売[74]、ISBN 978-4-253-26238-5
  3. 2018年7月13日発売[75]、ISBN 978-4-253-26239-2
  4. 2019年1月16日発売[76]、ISBN 978-4-253-26240-8
- 永久保貴一『変幻退魔夜行 カルラ舞う! 宿儺を殺した神』（白泉社）〈花とゆめコミックススペシャル〉既刊2巻(2021年現在)
  1. 2021年2月19日発売[77]、ISBN 978-4-592-22785-4
  2. 2021年8月05日発売[78]、ISBN 978-4-592-22790-8

白泉社、電子雑誌『ホラーシルキー』No.5(2020年8月)よりNo.16(2022年6月)まで連載し終了。
- 永久保貴一『変幻退魔夜行 カルラ舞う! 「贄の咆哮」編』（白泉社）

白泉社、電子雑誌『ホラーシルキー』No.17(2022年8月)より連載開始。

## ボイスドラマ
CD以前にカセットテープで発売されたボイスドラマで、カセットブックの書籍として流通していた。ストーリーは原作に沿った内容となっていて、映画化の前のパイロット版である。キャストはアニメ映画版と同じ。
- 『カルラ舞う! 奈良怨霊絵巻 カセット文庫』（朝日ソノラマ、ハロウィンコミックス カセット版、1988年11月30日）ISBN 978-4-25720103-8

### ドラマCD
白泉社へ移籍し新作漫画連載が開始されるキャンペーンの一つとして、2020年から、上記のカセットブックを「ドラマCD」として制作するプロジェクトが立ち上げられた。制作にあたってはキャスティングを担った青二プロダクションから音源使用の許可を得ている。資金の調達はクラウドファンディングを通じて行われた。また、リターンの中には複製原画やグッズだけでなく、シリーズの新作エピソードへの登場権や、キャラクターを用いたPR漫画の制作（法人向け）が用意された。

## 小説
映画公開の直前に、メディアミックスキャンペーンの一つとして、コミカライズ版の下記作品が、発刊された。
- 『カルラ舞う! 変幻退魔夜行 奈良怨霊絵巻』（朝日ソノラマ、ソノラマ文庫 1989年2月）ISBN 978-4-25776449-6 ASIN 425776449X

著：六道慧、原作・イラスト：永久保貴一
- 電子版『変幻退魔夜行 カルラ舞う! 奈良怨霊絵巻』

出版社：アドレナライズ、2021年12月 から電子版も発刊。Amazon Kindle ASIN B09NMDYPT7、BOOK☆WALKERほか。

## アニメ版

### 映画
『変幻退魔夜行 カルラ舞う!-奈良怨霊絵巻-』（へんげんたいまやこう かるらまう ならおんりょうえまき）は、永久保貴一の漫画を原作とした劇場用アニメーション映画作品。1989年4月8日に東映系ほかで公開された。

#### スタッフ
- 原作：永久保貴一
- 企画：松橋邦芳
- 監督：石山タカ明
- 脚本：山本優
- 作画監督：井口忠一
- 美術監督：中村光毅
- 撮影監督：横山幸太郎
- 音楽：三井誠
- 制作：スタジオ銀河帝国
- プロデューサー：垣田律子、猪股一彦、原田環
- 製作：朝日ソノラマ・エイジェント21・東芝映像ソフト
- 配給：東映クラシックス

#### キャスト
※登場人物節にあるキャストは省略。
- 二面僧都：銀河万丈
- 和珥：向殿あさみ
- 土グモ：龍田直樹
- 池田真奈美：阿部道子
- 涼子：江森浩子
- 小林：萩森順子
- 英美：長畑由美
- 美代子：東村由紀美
- 僧正：佐藤正治
- 先生：平野正人
- 田村：草尾毅
- テンパー：飛田展男
- 議員：掛川裕彦
- 教え長：佐藤正治

#### 主題歌
- ORDINARY PEOPLE WATCHING YOU

歌：須貝リエ
- LISTEN TO YOUR HEART COME A-RUNNIN

歌：CHARITO VERGARD

#### 映像ソフト
- VHS版『変幻退魔夜行 カルラ舞う! -奈良怨霊絵巻- 劇場版』東芝映像ソフト、発売 1989年7月28日

型番 VTS-A137VH、EAN 4988123211373 JAN 4988123211373、ASIN B00V4PQK68
- LD版『変幻退魔夜行 カルラ舞う! -奈良怨霊絵巻- 劇場版』東芝EMI、発売 1989年12月20日

型番 TOLA-1063、EAN 4988006059948 JAN 4988006059948
- DVD版は、2022年現在未発売。

#### オリジナル・サウンドトラック
1990年に（株）ユーメックスの製作によるオリジナル・サウンドトラックが、東芝EMIから発売された。
- CD『変幻退魔夜行 カルラ舞う! -奈良怨霊絵巻-』オリジナル・サウンドトラック、東芝EMI、1990年2月28日

型番 LD32-5095、約39分、EAN 4988006045200 JAN 4988006045200、ASIN B013S3OPVA
- LPレコード『変幻退魔夜行 カルラ舞う! -奈良怨霊絵巻-』オリジナル・サウンドトラック、東芝EMI、1990年2月28日

型番 LB28-5095、EAN 4988006045279 JAN 4988006045279
- カセットテープ『変幻退魔夜行 カルラ舞う! -奈良怨霊絵巻-』オリジナル・サウンドトラック、東芝EMI、1990年2月28日

型番 LC28-5095、EAN 不明
内容
1、OPENING THEME
2、COME A-RUNNIN' 舞子＆翔子のテーマ　歌：Chariot Vogard
3、HANGMAN IN THE DARK
4、FORBIDDEN KINGDOM
5、WAY TO HEAVEN
6、ORDINARY PEOPLE 舞子＆翔子のテーマ　歌：須貝吏延
7、SILENT SHADOW
8、LISTEN TO YOUR HEART 近江のテーマ　歌：Chariot Vogard
9、FINAL MAGIC
10、ATTACK OF DEMON
11、WATCHING YOU 迦桜羅のテーマ　歌：須貝吏延

### OVA
『変幻退魔夜行 カルラ舞う!〜仙台小芥子怨歌〜』（へんげんたいまやこう かるらまう せんだいこけしおんか）は、永久保貴一の漫画を原作としたOVA作品。
VHS 全6巻。1990年9月から1991年3月にかけて東芝映像ソフトより発売された。
LD 全3巻（2話ずつ収録）1990年11月から1991年4月にかけて東芝EMIより発売された。
- DVD化は、2022年現在発売されていない。

#### スタッフ (OVA)
- 原作：永久保貴一
- 企画：松橋邦芳
- 監督：石山タカ明
- 脚本：山本優
- 作画監督：井口忠一
- 美術監督：中村光毅
- 撮影監督：橋本和典
- 音楽：三井誠
- 制作：映像工房
- 制作協力：スタジオ銀河帝国
- プロデューサー：猪股一彦、原田環
- 製作：東芝映像ソフト

#### キャスト (OVA)
※登場人物節にあるキャストは省略。
- 巨椋冬樹：佐々木望
- 巨椋魅冬：渡辺菜生子
- 大霊の和珥：向殿あさみ
- 黒子刑事：青野武
- 伊野刑事：堀川亮
- 神宮司：関俊彦
- 世津子：柿沼紫乃
- 吹雪：萩森順子
- 里美：久川綾
- 宮司：掛川裕彦
- 新造の父：岸野一彦
- 判さん：丸山詠二
- 岩蔵：野本礼三

#### 主題歌・挿入歌・エンディング曲
- 主題歌『舞い翔べカルラ!』[82]

作詞：紅玉、作曲：三井誠
歌：石原慎一
- 挿入歌『BRAND NEW HEART』

作詞：水谷啓二、作曲：三井誠
歌 ：佐々木望
- エンディング曲『手のひらに 夢をのせ』[83]

作詞：紅玉、作曲：三井誠
歌 ：鶴ひろみ、山本百合子

#### 映像ソフト (OVA)
- VHS版、東芝映像ソフト

- VHS『変幻退魔夜行 カルラ舞う! ～仙台小芥子怨歌～ (1)』発売 1990年9月14日

型番 VTS-A140VH、30分、EAN 4988123211403 JAN 4988123211403 ASIN B00V4PQM34
〈第1話〉姿なき邪法師! 翔子・舞子ふたたび!
- VHS『変幻退魔夜行 カルラ舞う! ～仙台小芥子怨歌～ (2)』発売 1990年10月12日

型番 VTS-A141VH、30分、EAN 4988123211410 JAN 4988123211410 ASIN B00V4PQO1E
〈第2話〉破邪! 古の人魚伝説をあばけ!
- VHS『変幻退魔夜行 カルラ舞う! ～仙台小芥子怨歌～ (3)』発売 1990年11月9日

型番 VTS-A142VH、30分、EAN 4988123211427 JAN 4988123211427 ASIN B00V4PQH3E
〈第3話〉砕破!夢幻魔界に愛を見た!
- VHS『変幻退魔夜行 カルラ舞う! ～仙台小芥子怨歌～ (4)』発売 1991年1月11日

型番 VTS-A143VH、30分、EAN 4988123211434 JAN 4988123211434 ASIN B00V4PQIRE
〈第4話〉滅破!失われた過去を求めて!
- VHS『変幻退魔夜行 カルラ舞う! ～仙台小芥子怨歌～ (5)』発売 1991年2月8日

型番 VTS-A144VH、30分、EAN 4988123211441 JAN 4988123211441 ASIN B00V4PQKJA
〈第5話〉鏡破!目覚めよ翔子!
- VHS『変幻退魔夜行 カルラ舞う! ～仙台小芥子怨歌～ (6)』発売 1991年3月8日

型番 VTS-A145VH、30分、EAN 4988123211458 JAN 4988123211458 ASIN B00V4PQMMK
〈第6話〉変幻!愛は哀しみを越えて!
- LD版、東芝EMI

- LD『変幻退魔夜行 カルラ舞う!-仙台小芥子怨歌- 前編』発売 1990年11月21日

型番 VSLA-5001、50分、EAN 4988123315019 JAN 4988123315019
〈第1話〉姿なき邪法師! 翔子・舞子ふたたび!
〈第2話〉破邪! 古の人魚伝説をあばけ!
- LD『変幻退魔夜行 カルラ舞う!-仙台小芥子怨歌- 中編』発売 1991年2月27日

型番 VLSA-5002、50分、EAN 4988123315026 JAN 4988123315026 ASIN B006LUPDBO
〈第3話〉砕破!夢幻魔界に愛を見た!
〈第4話〉滅破!失われた過去を求めて!
- LD『変幻退魔夜行 カルラ舞う!-仙台小芥子怨歌- 後編』発売 1991年4月26日

型番 VLSA-5003、50分、EAN 4988123315033 JAN 4988123315033
〈第5話〉鏡破!目覚めよ翔子!
〈第6話〉変幻!愛は哀しみを越えて!

#### オリジナル・サウンドトラック (OVA)
1990年に（株）ユーメックスの製作によるオリジナル・サウンドトラックCDが、東芝EMIから発売された。
- CD『変幻退魔夜行 カルラ舞う!-仙台小芥子怨歌-』オリジナル・サウンドトラック、東芝EMI、1990年8月22日

型番 TYCY-5141、EAN 4988006074262 JAN 4988006074262 ASIN B000UVAPX6
- LPレコード盤、不明
- カセットテープ『変幻退魔夜行 カルラ舞う!-仙台小芥子怨歌-』オリジナル・サウンドトラック、東芝EMI、1990年8月22日、型番 不明、EAN 不明

レーベル	フューチャーランド
曲目リスト
1. 舞い翔べカルラ!
2. 死闘!!風の太刀vs呪咀返し
3. 外法師を探せ
4. ブランド・ニュー・ハート
5. 小芥子の囁き
6. アンノウン・ヒーロー
7. 呪木子
8. 凪の刻
9. 陽気な姉妹に妖気な気配
10. 謎の鬼首，剣神社
11. 手のひらに夢をのせ